# Hahntennjoch
Hahntennjoch är ett bergspass i Österrike.   Det ligger i distriktet Reutte och förbundslandet Tyrolen, i den västra delen av landet, 400 km väster om huvudstaden Wien. Hahntennjoch ligger 1 985 meter över havet.
Terrängen runt Hahntennjoch är bergig. Närmaste större samhälle är Imst, 8,0 km sydost om Hahntennjoch. 
Trakten runt Hahntennjoch består i huvudsak av gräsmarker. Runt Hahntennjoch är det ganska glesbefolkat, med 30 invånare per kvadratkilometer.